# Eedson Louis Millard Burns
Eedson Louis Millard Burns CC, DSO, OBE, MC, CD, kanadski general, * 17. junij 1897, † 13. september 1985.